# CD49f
Integrin α-6 (synonym CD49f) ist ein Oberflächenprotein aus der Gruppe der Integrine.

## Eigenschaften
Integrin α-6 ist ein Zelladhäsionsmolekül. Es bildet mit Integrin beta-1 und Integrin beta-4 einen heterodimeren Rezeptor für Laminin auf Thrombozyten bzw. Laminin auf Epithelzellen, IGF1 und NRG1. Integrin α-6 ist glykosyliert, phosphoryliert und palmitoyliert. Es ist ein Zelltypmarker für Stammzellen der männlichen Keimbahn. Mutationen des Integrins α-6 sind an der Entstehung von Epidermolysis bullosa beteiligt.
Integrin α-6 bindet an TSPAN4 und GIPC1.